# Luszcza (stacja kolejowa)
Luszcza (biał. Люшча, ros. Люща) – stacja kolejowa w miejscowości Luszcza, w rejonie łuninieckim, w obwodzie brzeskim, na Białorusi. Leży na linii Równe – Baranowicze – Wilno.
Stacja istniała w dwudziestoleciu międzywojennym.